# Исаев, Алексей Вячеславович
Алексей Вячеславович Исаев (род. 17 января 1985) — российский и белорусский борец вольного стиля, участник чемпионата мира и Европы.

## Карьера
В июне 2006 года в Улан-Баторе стал чемпионом мира среди студентов. С 2009 года выступает за Беларусь. В сентябре 2009 года неудачно выступил на чемпионате мира в датском Хернинге. В августе 2010 года в финском городе Лахти на чемпионате мира среди военнослужащих, в схватке за 3 место одолел украинца Егора Синицына и завоевал бронзовую медаль. В 2011 году принимал участие на чемпионате Европы в Дортмунде. В мае 2012 года в Баку принимал участие на Кубке мира.

## Спортивные результаты
- Чемпионат мира по борьбе среди студентов 2006 — ;
- Чемпионат мира по борьбе 2009 — 15;
- Чемпионат мира по борьбе среди военнослужащих 2010 — ;
- Чемпионат Европы по борьбе 2011 — 18;
- Кубок мира по борьбе 2012 (команда) — 8;
- Кубок мира по борьбе 2012 — 8;

## Личная жизнь
В 2019 году являлся аспирантом кафедры психофизиологии факультета психологии Московского государственного университета имени М.В. Ломоносова.